# Bombardier în picaj

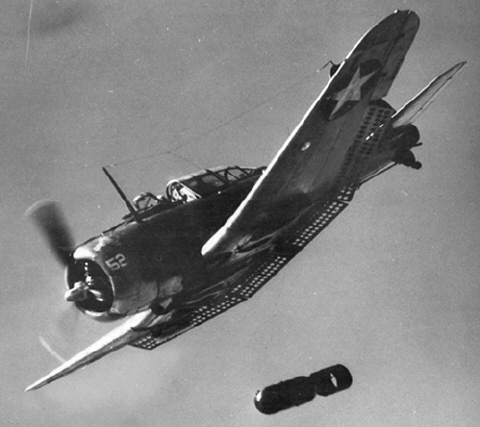
Un SBD Dauntless lansând o bombă.

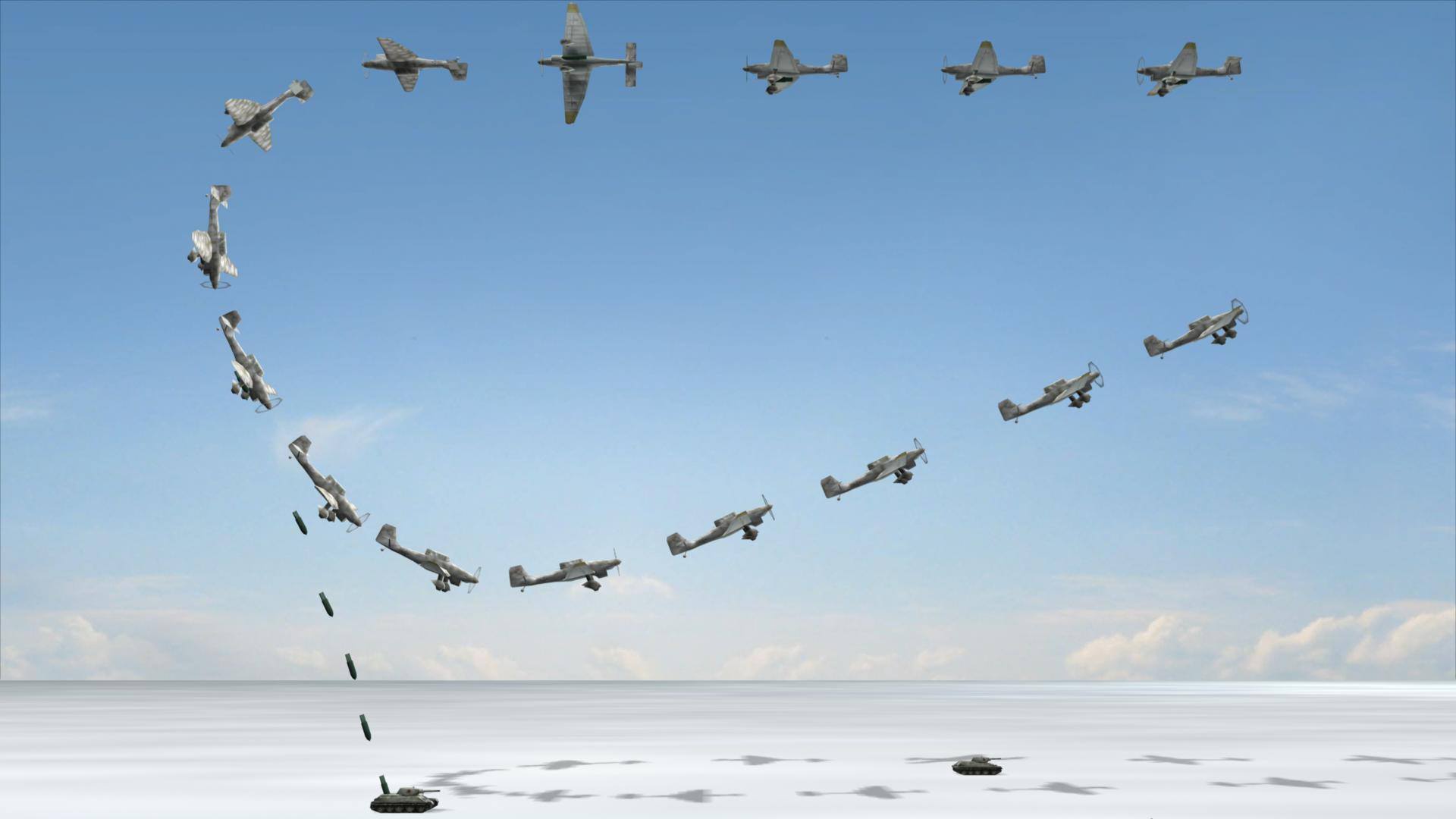
Ilustrare a modului de atac în picaj; Junkers Ju 87 (Stuka)

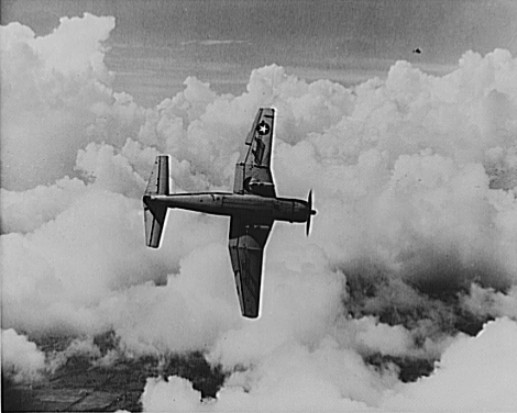
Un Vultee A-31 Vengeance

Bombardierul în picaj este un tip de avion de bombardament proiectat pentru atacul în picaj a țintelor de la sol. Zburând la o altitudine medie, în apropierea țintei acest tip de bombardier intră în picaj, sub un unghi de 40-70°, lansând bombele cu un înalt grad de precizie, apoi redresează și urcă la plafonul normal de zbor.
Atacul în picaj permite lansarea bombelor cu precizie datorită faptului că traiectoria acestora este directă, iar pilotul păstrează contactul vizual cu bombele lansate deja, putând face eventuale corecții de zbor pentru a lansa următoarele bombe și mai precis. Atacul în picaj este și un mijloc de contracarare a eficacității armamentului antiaerian inamic.
Cel mai cunoscut bombardier în picaj în cel de-al Doilea Război Mondial a fost avionul german Junkers Ju 87 Stuka, folosit pe scară largă la începutul războiului. De asemenea, avionul japonez Aichi D3A „Val”, care a scufundat mai multe nave ale Aliaților decât oricare alt avion al Axei, respectiv avionul american Douglas SBD Dauntless, cunoscut pentru participarea sa în Bătălia de la Midway, s-au numărat printre cele mai renumite bombardiere în picaj.
Spre sfârșitul celui de-al Doilea Război Mondial, utilizarea bombardierelor în picaj a scăzut ca intensitate și număr de misiuni de luptă, vulnerabilitatea lor în fața avioanelor de vânătoare din ce în ce mai performante devenind evidentă.   
După terminarea războiului, rolul bombardierelor în picaj a fost înlocuit cu o combinație de bombe îmbunătățite și mai mari și chiar arme nucleare care au redus mult nevoia de precizie a bombardamentului. Începând din 1960 au devenit disponibile rachetele și bombele ghidate, care au dus practic la dispariția bombardierelor în picaj din dotarea aviației militare.
Cele mai multe aeronave tactice din prezent permit și bombardamentul în picaj, pentru a menține ținta în vizor, dar bombardierele în picaj propriu-zise nu mai fac parte din forțele aeriene din momentul generalizării avioanelor cu reacție.